# Gerald Spindler

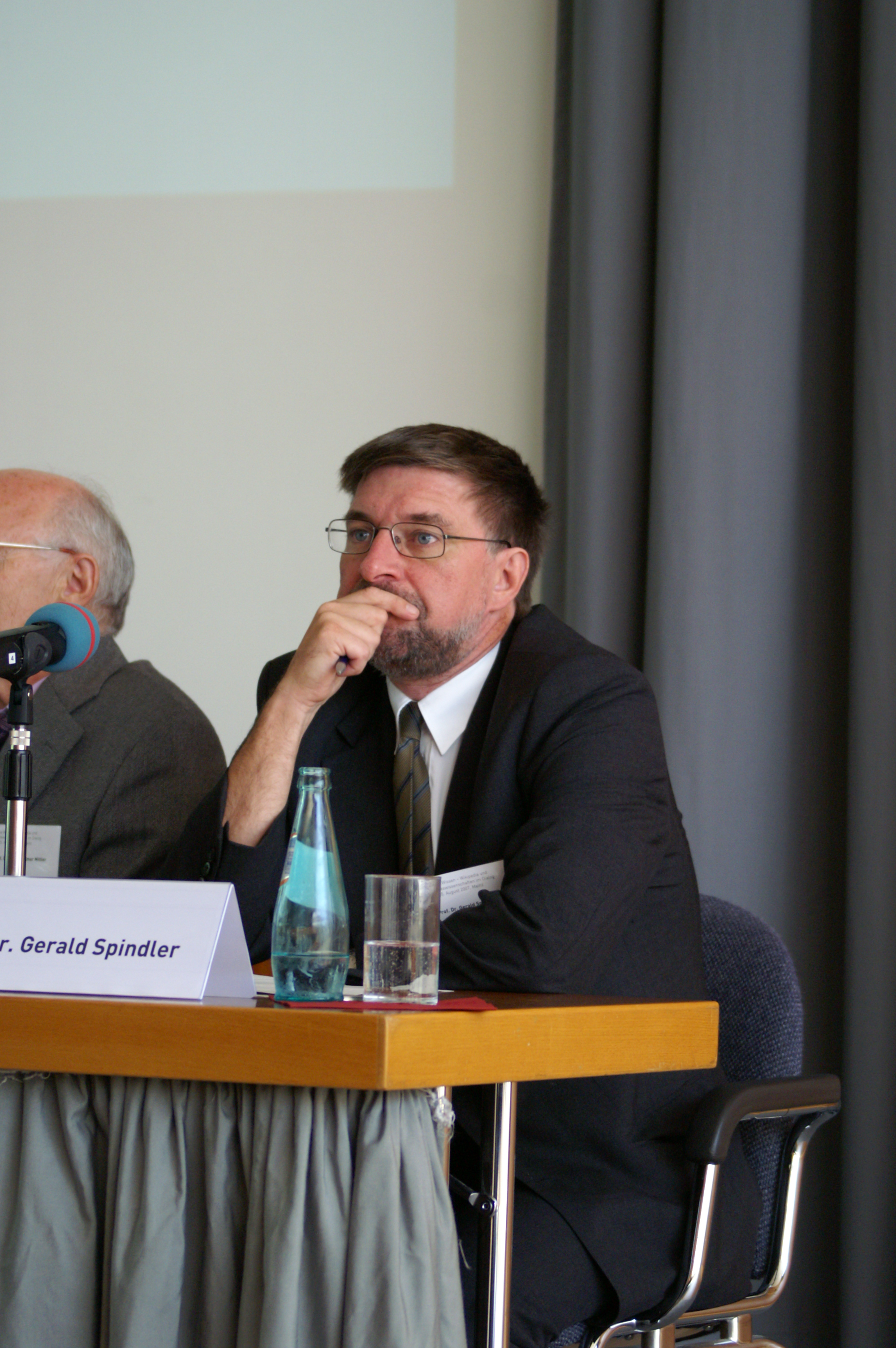
Gerald Spindler im August 2007

Gerald Spindler (* 18. Dezember 1960 in Braunschweig; † 11. September 2023 in Göttingen) war ein deutscher Rechts- und Wirtschaftswissenschaftler und Inhaber des Lehrstuhls für Bürgerliches Recht, Handels- und Wirtschaftsrecht, Rechtsvergleichung, Multimedia- und Telekommunikationsrecht an der Georg-August-Universität Göttingen. Er war Autor und Herausgeber zahlreicher Publikationen zum nationalen und internationalen Gesellschafts-, Kapitalmarkt- und Medienrecht.

## Leben
Spindler studierte ab 1979 Rechtswissenschaften und Wirtschaftswissenschaften in Frankfurt am Main, Hagen, Genf und Lausanne und schloss die juristische Ausbildung mit dem zweiten juristischen Staatsexamen und einem wirtschaftswissenschaftlichen Diplom ab. Zwischen 1985 und 1990 arbeitete er als Wissenschaftlicher Mitarbeiter am Institut für internationales und ausländisches Wirtschaftsrecht bei Hans-Joachim Mertens an der Johann Wolfgang Goethe-Universität Frankfurt am Main. 1993 wurde er mit einer rechtsvergleichenden Dissertation zum Thema „Recht und Konzern“ promoviert.
Spindler habilitierte sich 1996 mit einer Arbeit zum Thema „Unternehmensorganisationspflichten. Zivilrechtliche und öffentlich-rechtliche Regulierungskonzepte“. Hierdurch wurde ihm die Lehrbefugnis für Bürgerliches Recht, Handels- und Wirtschaftsrecht, Internationales Privatrecht, Rechtsvergleichung und Arbeitsrecht verliehen.
Seit 1997 war Spindler ordentlicher Universitätsprofessor an der Georg-August-Universität Göttingen. Rufe an die Universität zu Köln, Universität Bielefeld, Johann Wolfgang Goethe-Universität Frankfurt am Main sowie die ETH Zürich lehnte er ab. Schwerpunktmäßig beschäftigte er sich mit E-Commerce, Internet- und Telekommunikationsrecht, Urheber- und Immaterialgüterrecht, Gesellschafts- und Kapitalmarktrecht.
Gerald Spindler starb unerwartet am 11. September 2023 im Alter von 62 Jahren.

## Wirken

### Universität Göttingen
Spindler war 2000/2001 Dekan der Juristischen Fakultät der Universität Göttingen und von 2002 bis 2004 Finanzdekan. Er war Direktor des Instituts für Wirtschaftsrecht und des Instituts für Landwirtschaftsrecht, Mitglied im Zentrum für Medizinrecht und Zweitmitglied im Göttingen Center for Digital Humanities (GCDH). Zudem war Spindler Mitglied in der Akademie der Wissenschaften zu Göttingen, Zweitmitglied im Centrum für Europa-, Governance- und Entwicklungsforschung (CeGe) und stellvertretender Vorsitzender des Ausschusses für Publikationsfragen der Union der Deutschen Akademien der Wissenschaften.

### Medienrecht
Der medienrechtliche Forschungsschwerpunkt von Spindler lag primär in den Bereichen des Urheber-, IT- und Datenschutzrechts. Speziell war die Arbeit auf die Klärung rechtlicher Problemfelder der Haftung für Informationen im Internet, Online-Präsentationen, Vertragsrecht im Online-Umfeld und der Telekommunikation ausgerichtet. Spindler war stellvertretender Vorstandsvorsitzender der Deutschen Gesellschaft für Recht und Informatik. Zu Fragen des Telemedienrechts beriet er den Deutschen Bundestag sowie das Europäische Parlament und die Europäische Kommission. 2012 war er Gutachter für den Deutschen Juristentag in der Abteilung „Persönlichkeitsschutz im Internet – Anforderungen und Grenzen einer Regulierung“. Seit 2013 war Spindler Mitglied des PRACTICE-Projekts zur Entwicklung einer sicheren Cloud-Infrastruktur und war in diesem Rahmen mit seinem Lehrstuhl für die datenschutzrechtlichen Fragen zuständig. Auch war er beteiligt an einem Auftrag der Gesellschaft für Internationale Zusammenarbeit zum Datenschutz für Brasilien, China und Deutschland. Seit 2010 veranstaltete Spindler zusammen mit Andreas Wiebe die „Göttinger Urheberrechtstagung“ sowie mit Andreas Wiebe und Torsten Körber seit 2015 das „Göttinger Forum für IT-Recht“.
2015 lehnte er in einem Vortrag die grundrechtliche Begründung des Rechts auf Anonymität im Internet ab. Diese Position wurde auf heise online durch Stefan Krempl und Ulf Buermeyer auf Grundlage eines unvollständigen Berichts heftig kritisiert.

### Gesellschafts- und Kapitalmarktrecht
Spindler forschte ebenso zum Gesellschafts- und Kapitalmarktrecht und beriet hier den deutschen und den europäischen Gesetzgeber. Das Hauptaugenmerk der gesellschaftsrechtlichen Forschung lag auf dem Organisationsrecht von Kapitalgesellschaften, dem Konzernrecht und dem Europäischen Gesellschaftsrecht mit Bezügen vor allem zu Delikts-, Straf- und öffentlichem Recht. Seine Forschung berücksichtigt die Neue Institutionenökonomik und die Ökonomische Analyse des Rechts. Kapitalmarktrechtliche Schwerpunkte lagen vor allem auf den Gebieten der deutschen und europäischen Regulierung elektronischer Handelssysteme und Marktplätze sowie der Börsenorganisationspflichten.

## Publikationen
Spindler war Mitautor verschiedener Kommentare, darunter des Münchener Kommentars zum Aktiengesetz, des Urheberrechtskommentars von Schricker und Loewenheim sowie des BGB-Kommentars von Heinz Georg Bamberger und Herbert Roth. Darüber hinaus gab er gemeinsam mit Eberhard Stilz einen Kommentar zum Aktiengesetz und mit Fabian Schuster einen Kommentar zum Recht der elektronischen Medien heraus sowie mit Katja Langenbucher und Dirk Bliesener einen Kommentar zum Bankrecht. Spindler war darüber hinaus Mitherausgeber mehrerer wirtschafts- und medienrechtlicher Schriftenreihen und gab unter anderem die Zeitschrift „Multimedia und Recht“ heraus und war Mitglied der Schriftleitung der Zeitschrift „Computer und Recht“.

### Monografien (Auswahl)
- Recht und Konzern. Interdependenzen der Rechts- und Unternehmensentwicklung in Deutschland und den USA zwischen 1870 und 1933, Tübingen 1993, ISBN 3161461231.
- Unternehmensorganisationspflichten. Zivilrechtliche und öffentlich-rechtliche Regulierungskonzepte, 2. Auflage Göttingen 2011, ISBN 978-3-86395-003-3.
- Vertragsrecht der Internet-Provider, 2. Aufl. Köln 2004, ISBN  978-3-504-56037-9.